# بوا فيستا (البرازيل)
بوا فيستا هي بلدية في البرازيل، تتبع رورايما ، وهي عاصمتها، بلغ عدد سكانها 326,419  نسمة في 2016، تبلغ مساحتها 5,687.037 كيلومتر مربع، رمزها البريدي هو 69.

## الموقع
تشترك في الحدود مع:
- Amajari [الإنجليزية]‏.

## المناخ
يظهر الجدول التالي التغييرات المناخية على مدار السنة لبوا فيستا:
| البيانات المناخية لـبوا فيستا                                | البيانات المناخية لـبوا فيستا | البيانات المناخية لـبوا فيستا | البيانات المناخية لـبوا فيستا | البيانات المناخية لـبوا فيستا | البيانات المناخية لـبوا فيستا | البيانات المناخية لـبوا فيستا | البيانات المناخية لـبوا فيستا | البيانات المناخية لـبوا فيستا | البيانات المناخية لـبوا فيستا | البيانات المناخية لـبوا فيستا | البيانات المناخية لـبوا فيستا | البيانات المناخية لـبوا فيستا | البيانات المناخية لـبوا فيستا |
| الشهر                                                        | يناير                         | فبراير                        | مارس                          | أبريل                         | مايو                          | يونيو                         | يوليو                         | أغسطس                         | سبتمبر                        | أكتوبر                        | نوفمبر                        | ديسمبر                        | المعدل السنوي                 |
| ------------------------------------------------------------ | ----------------------------- | ----------------------------- | ----------------------------- | ----------------------------- | ----------------------------- | ----------------------------- | ----------------------------- | ----------------------------- | ----------------------------- | ----------------------------- | ----------------------------- | ----------------------------- | ----------------------------- |
| الدرجة القصوى °م (°ف)                                        | 37.1 (98.8)                   | 39.6 (103.3)                  | 39.6 (103.3)                  | 39.1 (102.4)                  | 37.4 (99.3)                   | 36.1 (97.0)                   | 35.7 (96.3)                   | 39.4 (102.9)                  | 39.5 (103.1)                  | 40 (104)                      | 42 (108)                      | 38.7 (101.7)                  | 42 (108)                      |
| متوسط درجة الحرارة الكبرى °م (°ف)                            | 33.3 (91.9)                   | 33.6 (92.5)                   | 34.2 (93.6)                   | 33.6 (92.5)                   | 31.9 (89.4)                   | 31.2 (88.2)                   | 31.4 (88.5)                   | 32.7 (90.9)                   | 34.2 (93.6)                   | 34.8 (94.6)                   | 34.6 (94.3)                   | 33.8 (92.8)                   | 33.6 (92.5)                   |
| المتوسط اليومي °م (°ف)                                       | 28.1 (82.6)                   | 28.3 (82.9)                   | 28.8 (83.8)                   | 28.3 (82.9)                   | 27.2 (81.0)                   | 26.5 (79.7)                   | 26.5 (79.7)                   | 27.3 (81.1)                   | 28.4 (83.1)                   | 28.9 (84.0)                   | 28.9 (84.0)                   | 28.3 (82.9)                   | 28 (82)                       |
| متوسط درجة الحرارة الصغرى °م (°ف)                            | 23.9 (75.0)                   | 24 (75)                       | 24.3 (75.7)                   | 24.2 (75.6)                   | 23.6 (74.5)                   | 23.1 (73.6)                   | 22.9 (73.2)                   | 23.5 (74.3)                   | 24.2 (75.6)                   | 24.5 (76.1)                   | 24.4 (75.9)                   | 24.3 (75.7)                   | 23.9 (75.0)                   |
| أدنى درجة حرارة °م (°ف)                                      | 19.5 (67.1)                   | 20 (68)                       | 19.8 (67.6)                   | 20 (68)                       | 19 (66)                       | 18.6 (65.5)                   | 17.6 (63.7)                   | 19.2 (66.6)                   | 20.2 (68.4)                   | 19.6 (67.3)                   | 20 (68)                       | 18.3 (64.9)                   | 17.6 (63.7)                   |
| معدل هطول الأمطار مم (إنش)                                   | 25.1 (0.99)                   | 18.1 (0.71)                   | 30.9 (1.22)                   | 88.5 (3.48)                   | 213.0 (8.39)                  | 321.3 (12.65)                 | 267.8 (10.54)                 | 188.0 (7.40)                  | 99.4 (3.91)                   | 63.5 (2.50)                   | 60.8 (2.39)                   | 44.0 (1.73)                   | 1٬420٫4 (55.91)               |
| متوسط الأيام الممطرة (≥ 1 mm)                                | 3                             | 3                             | 4                             | 6                             | 14                            | 21                            | 19                            | 15                            | 8                             | 5                             | 5                             | 4                             | 107                           |
| متوسط الرطوبة النسبية (%)                                    | 70.8                          | 66.4                          | 66.3                          | 70.7                          | 78.9                          | 84.9                          | 84.2                          | 81.3                          | 76.2                          | 74.1                          | 72.3                          | 72.5                          | 74.9                          |
| ساعات سطوع الشمس الشهرية                                     | 177.8                         | 148.2                         | 142.4                         | 129.2                         | 138.3                         | 93.5                          | 136.3                         | 155.3                         | 200.7                         | 204.8                         | 195.8                         | 173.5                         | 1٬895٫8                       |
| المصدر: Brazilian National Institute of Meteorology (INMET). |                               |                               |                               |                               |                               |                               |                               |                               |                               |                               |                               |                               |                               |

## أعلام
- تياغو مايا
- لويس ألتامير ميلو